# I Cavalieri dello zodiaco - Il Santuario
I Cavalieri dello zodiaco - Il Santuario (聖闘士星矢 聖域十二宮編?, Seinto Seiya Sankuchuari Jūnikyū Hen, lett. "Saint Seiya capitolo Santuario delle Dodici Case") è un videogioco di genere picchiaduro a incontri ambientato nel mondo dei Cavalieri dello zodiaco, in particolare durante la corsa alle Dodici Case dello Zodiaco.

## Modalità di gioco
- 12 Case (modalità storia)
- Guerra Galattica (modalità versus)
- Gran Sacerdote (modalità dove il giocatore deve usare i Cavalieri d'oro per fermare i Cavalieri di bronzo, posizionandoli a piacere nelle 12 Case dello Zodiaco e usando abilità e poteri bonus prima dell'inizio di ogni scontro.)
- Vacanze Zodiacali (sezione con le schede tecniche dei personaggi, le immagini dei modellini Bandai, le immagini delle 3 serie di cards prodotte dalla Bandai negli anni 90, i video, le musiche e le voci del gioco.)

### Analisi del gioco
Il gioco si presenta un classico picchiaduro dove il giocatore seleziona uno dei personaggi iniziali e sfida gli avversari fino a sconfiggere il boss finale. La storia ricalca fedelmente le gesta dei cinque Cavalieri di Atena durante la loro salita alle 12 Case dello Zodiaco, i filmati sono resi in 3D (per un totale di 80 minuti di sequenze video) e durante gli scontri è possibile utilizzare i colpi segreti dei Cavalieri, caricando la propria barra del cosmo. Man mano che si avanza nella storia vengono sbloccati personaggi segreti e bonus, come la modalità "Gran Sacerdote". Esistono inoltre alcune sequenze alternative che mostrano delle varianti interessanti alla storia classica, con scontri inediti. Gli scenari sono dotati di profondità ma la lenta risposta ai comandi impedisce movimenti fluidi del personaggio e causa spostamenti più lenti e ritardi.

## Personaggi e doppiatori
Nella versione europea sono presenti sia il doppiaggio in lingua giapponese che in lingua francese.

### Cavalieri di bronzo
- Pegasus - Tōru Furuya (con prima armatura, armatura nera, vestiti normali, Armatura di Sagitter)
- Cristal - Kōichi Hashimoto (con prima armatura, armatura nera, vestiti normali)
- Sirio - Hirotaka Suzuoki (con prima armatura, armatura nera, vestiti normali)
- Andromeda - Ryō Horikawa(con prima armatura, armatura nera, vestiti normali)
- Phoenix - Hideyuki Hori (con prima armatura, armatura nera, vestiti normali)

### Cavalieri d'oro
- Mu di Aries - Takumi Yamazaki
- Aldebaran di Taurus - Tesshō Genda
- Saga di Gemini - Ryōtarō Okiayu (solo armatura, Arles d'oro)
- Death Mask di Cancer - Ryoichi Tanaka
- Ioria di Leo - Hideyuki Tanaka
- Shaka di Virgo - Yūji Mitsuya
- Dohko di Libra - Ken'yū Horiuchi (giovane)
- Milo di Scorpio - Toshihiko Seki
- Shura di Capricorn - Takeshi Kusao
- Camus di Aquarius - Nobutoshi Canna
- Aphrodite di Fish - Keiichi Nanba

### Cavalieri d'Argento
- Castalia - Fumiko Inoue
- Tisifone - Yuka Komatsu
- Eris - Takayuki Sasada

### Cavalieri d'acciaio
- Shadìr
- Benam
- Lear

### Personaggi non selezionabili
- Lady Isabel/Athena - Keiko Han
- Saga di Gemini - Ryōtarō Okiayu
- Narratore - Hideyuki Tanaka
- Tisifone d'oro - Yuka Komatsu